# Meminii
La tribu celtique nommée Meminii en latin, en français les Mémines, parfois encore Méminiens ou Mémini dans les écrits érudits du XIXe siècle, est une peuplade celte connue entre Alpes et couloir rhodanien. Ces Ménines faisaient plus particulièrement partie des peuples gaulois, de la confédération cavare, installée entre Rhône et Durance jusqu'aux premiers contreforts des Préalpes.

## Localisation
Les Meminii sont localisés au pied de la région montagneuse de Carpentras, entre les Dentelles de Montmirail, le sud du Mont Ventoux et les Monts de Vaucluse. À l'ouest, leur zone d'influence s'étend jusqu'aux marais, aux confluents de la Nesque, l'Auzon, la Seille, l'Ouvèze, et la Sorgue. Les grands lieux d'habitation de ce territoire, connu sous le vocable de Civitas Carpentoratensis et cœur du comtat venaissin, sont maintenant les communes suivantes : Aubignan, Le Barroux, Carpentras (chef-lieu), Caromb, Flassan, Malemort-du-Comtat, Mazan, Méthamis, Monteux, Mormoiron, Pernes-les-Fontaines, La Roque-Alric, Saint-Didier, Sarrians, Venasque, et Villes-sur-Auzon. Venceslas Kruta étend leur contrée jusqu'à l'Isle sur Sorgue.

## Histoire
Ses plus proches voisins sont les Voconces (nord et plaine rhodanienne), les Tricastini, les Vordenses et les Vulgientes. Dans sa liste « Oppida latina » de la Gaule narbonnaise, Pline mentionne déjà cette peuplade, et notamment la qualité de son froment.
Parmi les oppida de la tribu, quatre d'entre eux avaient une grande importance : le premier, « Le Guinchoun », au nord-est de Carpentras, contrôlait la route Carpentras - Saint-Didier ; le second, à Venasque, contrôlait l'accès aux gorges et au col de Murs, et la route menant directement à Apt ; le troisième, sur le plateau de Courens, surveillait la route reliant Carpentras à Vaison-la-Romaine, par l'ouest du massif des Dentelles de Montmirail ; le dernier, surplombant la route de contournement est du Massif, entre Carpentras et Malaucène, se situait au Clairier.
Meminii pourrait signifier « ceux qui se souviennent »,.